# スーパー王座
スーパー王座とは、世界王座より上位のボクシングの王座。世界ボクシング協会（WBA）が2001年1月より始めた新しい制度（スーパー王者制度）で、この制度の元で認定された王者を、スーパー王者という。

## 概要

### WBA
各階級の王者は原則として、各ボクシング組織団体ごとに認定されるため、世界的なボクシング主要4組織団体である世界ボクシング協会（WBA）、世界ボクシング評議会（WBC）、国際ボクシング連盟（IBF）、世界ボクシング機構（WBO）で各1名、つまり同階級に4人の世界王者が存在する。
しかし、現実には各団体の王者同士の対決戦などで、横断的に複数団体から認定を受ける世界王者が存在する。WBAでは2001年1月に発表した2000年12月度世界ランキングから、同団体以外のタイトルを同時に獲得した王者を「スーパー王者」として認定する、スーパー王者制度を導入した。その後、2001年5月に発表した4月度世界ランキングから、WBA王座保持者が他団体の王座を獲得しスーパー王者認定を受けた場合、WBA正規王座は空位になるとした。2009年からは女子のスーパー王座も認定している。
しかし、王座乱立が目立つWBAは他団体との王座統一以外にも実質王座を統一しているという選手、WBA王座を5度もしくは10度連続で防衛に成功した選手をスーパー王者に認定すると定めているが、その条件に該当しない選手が多数認定されており、また正規王座との統一戦も守られていないことから問題視されている。
WBAのヒルベルト・メンドーサ・ジュニア副会長は2011年に「ボクシング・ビート」のインタビューで「スーパー・チャンピオンとユニファイド・チャンピオン（統一王座）は別物である」と認めている。
2009年2月14日、IBF・WBO世界ライト王者ネート・キャンベルはアリ・フネカと対戦する予定だったが、前日計量で体重超過がありIBF王座とWBO王座を剥奪され、試合はフネカが勝利した場合のみIBF王座とWBO王座を獲得するという条件で行われ、キャンベルがフネカに勝ったことでIBF王座とWBO王座が空位となった。そこで2009年2月27日にファン・マヌエル・マルケス対ファン・ディアス戦がWBAスーパー・WBO世界ライト級王座決定戦として行うこととなり、翌28日の試合に勝利したマルケスがWBAスーパー王座とWBO王座を獲得した。
2012年5月5日、WBA世界フェザー級スーパー王者クリス・ジョンに木村章司が日本人として初めて挑戦した。
2013年9月14日、WBA世界スーパーウェルター級スーパー王者フロイド・メイウェザー・ジュニアがWBA・WBC世界スーパーウェルター級王者サウル・アルバレスと王座統一戦が行い、メイウェザーが12回2-0（114-114、117-111、116-112)の判定勝ちを収めアルバレスとの無敗対決を制しWBA王座とWBC王座の統一に成功した。
2013年12月18日にゲンナジー・ゴロフキンはWBA世界ミドル級スーパー王座に認定されたが、同月29日にスーパー王座認定を拒否し正規王座に留まりたいとWBAに要望し、ゴロフキンは正規王座に据え置かれ、WBA世界ミドル級暫定王者マーティン・マレーとWBA世界ミドル級3位のジャロッド・フレッチャーの間でWBA世界ミドル級王座決定戦が行われる予定だったが、WBA世界ミドル級暫定王者マレーにフレッチャーが挑戦するというカードで初防衛戦として行われ(試合はマレーがトレーニング中に拳を骨折したことによりキャンセル)、同月21日に暫定王者となっていたディミトリー・チュディノフはWBA世界ミドル級暫定王座決定戦ではなくWBA世界ミドル級挑戦者決定戦の勝者という扱いになり、来年5月以降に指名挑戦者になるという混乱ぶりを見せた。
2014年5月3日、WBC世界ウェルター級王者フロイド・メイウェザー・ジュニアがWBA世界ウェルター級王者マルコス・マイダナと王座統一戦が行い、メイウェザーが12回2-0（114-114、117-111、116-112）の判定勝ちを収めWBA王座とWBC王座を統一してスーパー王者となったが、前述のスーパーウェルター級のスーパー王座も保持していた為スーパー王者を同一人物が2つの階級で同時に務めるという異例の事態となった。
2014年6月3日、ゲンナジー・ゴロフキンが改めてスーパー王座に認定され、元WBAスーパー・IBF世界ミドル級王者でWBA世界ミドル級3位のダニエル・ゲールとの対戦も発表された。
2015年2月21日、内山高志が日本人初のWBAスーパー王者になった。
2015年8月29日、WBC世界スーパーバンタム級王者レオ・サンタ・クルスが王座保持のままアブネル・マレスとWBA世界フェザー級スーパー王座決定戦を行い、12回2-0（114-114、2者が117-111）の判定勝ちを収めスーパー王者となった。
2015年11月5日、世界王座4階級制覇を果たすなどの功績を称え、エイドリアン・ブローナーをスーパー王座に認定した。
2016年1月22日、ヘッキー・ブドラーがミニマム級初のスーパー王者となった。
2016年2月27日、IBF世界スーパーバンタム級王者カール・フランプトンとWBA世界スーパーバンタム級王者スコット・クィッグと王座統一戦が行われ、12回2-1(2者が116-112、113-115)の判定勝ちを収めWBA王座を獲得、IBF王座は3度目の防衛に成功したフランプトンが王座統一した為スーパー王者となった。
2016年5月20日、WBAはクルーザー級統一トーナメントを行うと発表。デニス・レベデフはIBF世界クルーザー級王者ビクトル・ラミレスとの王座統一戦の前日にスーパー王座に認定された。
2016年6月8日、WBAスーパーウェルター級王座を5度防衛したことが評価され、エリスランディ・ララがスーパー王座に認定された。
2016年7月30日、元WBAスーパー・IBF世界スーパーバンタム級王者カール・フランプトンがWBA世界フェザー級スーパー王者レオ・サンタ・クルスに12回2-0（116-112、117-111、114-114）の判定勝ちを収め2階級制覇を果たした。
2016年11月19日、元WBAスーパー・WBC世界スーパーミドル級王者アンドレ・ウォードがWBAスーパー・IBF・WBO世界ライトヘビー級王者セルゲイ・コバレフと対戦し、12回3-0（3者共114-113）の判定勝ちを収め2階級制覇を達成した。
2017年2月7日、WBAはWBA世界ウェルター級王者のキース・サーマンをスーパー王座に認定した。
2017年2月10日、WBA世界バンタム級暫定王者のザナト・ザキヤノフはWBA世界バンタム級スーパー王者のルーシー・ウォーレンとの王座統一戦を制しスーパー王座に認定された。
2017年4月29日、IBF世界ヘビー級王者のアンソニー・ジョシュアは元WBAスーパー・IBF・WBO世界ヘビー級王者のウラジミール・クリチコに11回2分25秒TKO勝ちを収めWBAからスーパー王座に認定された。
2017年5月27日、ジョージ・グローブスはヒョードル・チュディノフとWBA世界スーパーミドル級スーパー王座決定戦を行い、6回1分14秒TKO勝ちを収め王座獲得に成功した。
2017年8月31日、同月19日にジュリアス・インドンゴとの間で行われたWBA・WBC・IBF・WBO世界スーパーライト級王座統一戦を制し主要4団体の王座を統一したテレンス・クロフォードをスーパー王座に認定した。
2017年12月31日、田口良一はミラン・メリンドとの間で行われたWBA・IBF世界ライトフライ級王座統一戦を制し日本人として2人目のスーパー王者となった。
2018年2月3日、IBF世界クルーザー級王者のムラト・ガシエフはワールド・ボクシング・スーパー・シリーズクルーザー級準決勝でWBA世界クルーザー級正規王者のユニエル・ドルティコスと王座統一戦を行い、12回2分52秒TKO勝ちを収めWBA王座とIBF王座の統一に成功した。

### WBO
認定の規定はWBAとほぼ同じでWBO以外の団体の王者を兼ねた場合に協議によりスーパー王者に認定される。WBAとは異なり、正規王座は空位とならず、正規王者に与える称号である。WBO王座の最低10度以上の防衛、10度に満たなくても対戦相手の知名度や高い技術でWBO王座を防衛していること、複数階級制覇や他団体王座の統一など詳細な規定がある。
WBOのスーパー王者は階級を上下に移動した場合、その階級の王者への指名挑戦権を獲得する権利、他団体王者との統一戦を戦うために指名試合の期限（通常9ヵ月以内）を延長できる権利がある。

### WIBA
女子単独団体である女子国際ボクシング協会（WIBA）にもスーパー王座制度が存在する。規定はWBA・WBO同様他の王座を同時に保持した場合に認定される。対象はWBA・WBC・IBF・WBOの他、最古の女子王座認定団体である女子国際ボクシング連盟（WIBF）も含まれる。ただし、WIBA当該階級で王座獲得歴がなくても他団体で王座を保持していればWIBAスーパー王座に認定される場合もある。

## メリット
1. 世界タイトル戦が頻繁に行えるようになり、多くの選手に世界戦の機会が広がる。
2. 各団体の王者同士の対決を多く観ることが出来る。

## デメリット
WBAスーパー王者とWBA正規王者が並立しているときには「WBA王者」と名乗る選手が同階級に2名、WBA暫定王者も並立しているときには「WBA王者」と名乗る選手が同階級に3名、さらに休養王者が存在している場合、「WBA王者」と名乗る選手が同階級に4名存在することになり、王者の権威が損なわれる。

## 評価
上記のような観る側にとって楽しみが増える反面、デメリットも指摘され多くの批判が存在するのも確かである。批判論の中には、昨今の暫定王者乱立と合わせて数多くのタイトル戦をこなそうとするボクシング団体及びプロモーターの商業主義そのものに対する批判もある。

## 過去の主なスーパー王者

### WBA
- ロイ・ジョーンズ・ジュニア（アメリカ合衆国）ライトヘビー級
- アントニオ・ターバー（アメリカ合衆国）ライトヘビー級
- フェリックス・トリニダード（プエルトリコ）スーパーウェルター級
- オスカー・デ・ラ・ホーヤ（アメリカ合衆国）スーパーウェルター級
- コンスタンチン・チュー（オーストラリア）スーパーライト級
- リッキー・ハットン（イギリス）スーパーライト級
- バーナード・ホプキンス（アメリカ合衆国）ミドル級、ライトヘビー級
- ジョー・カルザゲ（イギリス）スーパーミドル級
- アントニオ・マルガリート（メキシコ）ウェルター級
- シェーン・モズリー（アメリカ合衆国）ウェルター級、スーパーウェルター級
- ロナルド・ライト（アメリカ合衆国）スーパーウェルター級
- コーリー・スピンクス（アメリカ合衆国）ウェルター級
- ザブ・ジュダー（アメリカ合衆国）ウェルター級
- ファン・マヌエル・マルケス（メキシコ）フェザー級、ライト級
- ジャン＝マルク・モルメク（フランス）クルーザー級
- オニール・ベル（ジャマイカ）クルーザー級
- デビッド・ヘイ（イギリス）クルーザー級
- ジャーメイン・テイラー（アメリカ合衆国）ミドル級
- スベン・オットケ（ドイツ）スーパーミドル級
- ミッケル・ケスラー（デンマーク）スーパーミドル級
- アンドレ・ウォード（アメリカ合衆国）スーパーミドル級、ライトヘビー級
- クリス・ジョン（インドネシア）フェザー級：防衛10回以上につき認定。
- ユリオルキス・ガンボア（キューバ）フェザー級
- アンセルモ・モレノ（パナマ）バンタム級：防衛5回以上につき認定。
- ファン・ディアス（アメリカ合衆国）ライト級
- ネート・キャンベル（アメリカ合衆国）ライト級
- クリスチャン・ミハレス（メキシコ）スーパーフライ級
- ビック・ダルチニアン（オーストラリア）スーパーフライ級
- ミゲール・コット（プエルトリコ）スーパーウェルター級
- ジョバンニ・セグラ（メキシコ）ライトフライ級
- アセリノ・フレイタス（ブラジル）スーパーフェザー級
- セレスティーノ・カバジェロ（パナマ）スーパーバンタム級
- フロイド・メイウェザー・ジュニア（アメリカ合衆国）ウェルター級、スーパーウェルター級
- ウラジミール・クリチコ（ウクライナ）ヘビー級
- アミール・カーン（イギリス）スーパーライト級
- フェリックス・シュトルム（ドイツ）ミドル級、スーパーミドル級
- ラモン・ピーターソン（アメリカ合衆国）スーパーライト級
- ダニー・ガルシア（アメリカ合衆国）スーパーライト級
- ダニエル・ゲール（オーストラリア）ミドル級
- ブライアン・ビロリア（アメリカ合衆国）フライ級
- ローマン・ゴンサレス（ニカラグア）ライトフライ級：防衛5回以上につき認定、スーパーフライ級
- ファン・フランシスコ・エストラーダ（メキシコ）フライ級
- ギレルモ・リゴンドウ（キューバ）スーパーバンタム級
- サウル・アルバレス（メキシコ）スーパーウェルター級、ミドル級
- ベイブット・シュメノフ（カザフスタン）ライトヘビー級
- シンピウィ・ベトイェカ（南アフリカ共和国）フェザー級
- ノニト・ドネア（フィリピン）バンタム級、フェザー級
- ゲンナジー・ゴロフキン（カザフスタン）ミドル級：防衛10回以上につき認定
- ファン・カルロス・パヤノ（ドミニカ共和国）バンタム級
- セルゲイ・コバレフ（ロシア）ライトヘビー級
- ニコラス・ウォータース（ジャマイカ）フェザー級
- 内山高志（日本）スーパーフェザー級：防衛5回以上につき認定
- 京口紘人（日本）ライトフライ級
- 寺地拳四朗（日本）ライトフライ級
- レオ・サンタ・クルス（メキシコ）フェザー級、スーパーフェザー級
- エイドリアン・ブローナー（アメリカ合衆国）スーパーライト級
- ヒョードル・チュディノフ（ロシア）スーパーミドル級
- ヘッキー・ブドラー（南アフリカ共和国）ミニマム級：防衛5回以上につき認定、ライトフライ級
- タイソン・フューリー（イギリス）ヘビー級
- カール・フランプトン（イギリス）スーパーバンタム級、フェザー級
- ジェスレル・コラレス（パナマ） スーパーフェザー級
- デニス・レベデフ（ロシア） クルーザー級：防衛5回以上につき認定
- エリスランディ・ララ（キューバ） スーパーウェルター級：防衛5回以上につき認定
- ルーシー・ウォーレン（アメリカ合衆国）バンタム級
- キース・サーマン（アメリカ合衆国）ウェルター級
- ザナト・ザキヤノフ（カザフスタン）バンタム級
- アンソニー・ジョシュア（イギリス）ヘビー級
- ジョージ・グローブス（イギリス）スーパーミドル級
- テレンス・クロフォード（アメリカ合衆国）スーパーライト級
- ライアン・バーネット（イギリス）バンタム級
- 田口良一（日本）ライトフライ級
- ムラト・ガシエフ（ロシア）クルーザー級
- ジャレット・ハード（アメリカ合衆国）スーパーウェルター級
- ガーボンタ・デービス（アメリカ合衆国）スーパーフェザー級
- ワシル・ロマチェンコ（ウクライナ）ライト級
- オレクサンドル・ウシク（ウクライナ）クルーザー級
- 井上尚弥（日本）バンタム級、スーパーバンタム級
- ディミトリー・ビボル（ロシア）ライトヘビー級：防衛5回以上につき認定
- ジュリアン・ウィリアムズ（アメリカ合衆国）スーパーウェルター級
- カラム・スミス（イギリス）スーパーミドル級
- アンディ・ルイス・ジュニア（アメリカ合衆国）ヘビー級
- レジス・プログレイス（アメリカ合衆国）スーパーライト級
- ダニエル・ローマン（アメリカ合衆国）スーパーバンタム級
- アルセン・グラミリアン（アルメニア）クルーザー級
- ジョシュ・テイラー（イギリス）スーパーライト級
- 村田諒太（日本）ミドル級

#### 女子
- スージー・ケンティキアン（ドイツ）フライ級：防衛10回以上につき認定
- ジェシカ・ボップ（アルゼンチン）ライトフライ級：防衛10回以上につき認定
- セシリア・ブレークフス（ノルウェー)ウェルター級：防衛10回以上につき認定
- ジャッキー・ナバ（メキシコ）スーパーバンタム級

### WBO
- ジョー・カルザゲ（ウェールズ）スーパーミドル級：防衛10回以上につき認定。
- ジャーメイン・テイラー（アメリカ合衆国）ミドル級
- イヴァン・カルデロン（プエルトリコ）ミニマム級：防衛10回以上につき認定。
- マニー・パッキャオ（フィリピン）ウェルター級
- ウラジミール・クリチコ（ウクライナ）ヘビー級
- ホルヘ・アルセ（メキシコ）バンタム級
- ファン・マヌエル・マルケス（メキシコ）スーパーライト級
- オマール・ナルバエス（アルゼンチン）フライ級、スーパーフライ級
- セルゲイ・コバレフ（ロシア）ライトヘビー級
- マルコ・フック（ドイツ）クルーザー級
- ティモシー・ブラッドリー（アメリカ合衆国）ウェルター級
- ドニー・ニエテス（フィリピン）ライトフライ級
- サウル・アルバレス（メキシコ）ミドル級・スーパーミドル級
- テレンス・クロフォード（アメリカ合衆国）スーパーライト級、ウェルター級
- オレクサンドル・ウシク（ウクライナ）クルーザー級、ヘビー級
- フロイド・メイウェザー・ジュニア（アメリカ合衆国）ウェルター級
- アンソニー・ジョシュア（イギリス）ヘビー級
- 田中恒成（日本）フライ級
- 井上尚弥（日本）バンタム級

#### 女子
- クラレッサ・シールズ（アメリカ合衆国）ミドル級
- アマンダ・セラノ（プエルトリコ）フェザー級

### WIBA
- ナターシャ・ラゴシーナ（カザフスタン）スーパーミドル級
- 王亜男（中華人民共和国）ミドル級
- ホリー・ホルム（アメリカ合衆国）スーパーライト級、ウェルター級
- 金珠熙（大韓民国）ライトフライ級